# 심수현 (조선)
심수현(沈壽賢, 1663년 ~ 1736년)은 조선 후기의 문신이며, 영조 때 영의정을 지냈다. 본관은 청송(靑松), 자는 기숙(耆叔), 호는 지산(止山)이다. 강화학파로서 준소(峻少)의 영수이다.
훈구파 대신 영의정 심회의 후손이고, 영의정 심연원의 후손이며, 서인(西人)의 초대 영수 심의겸의 후손이다. 영조 때 이조판서, 좌참찬, 판돈녕부사를 지낸 노론 심택현(沈宅賢)과는 8촌지간이다. 또한, 강화학파의 대학자로서 이조판서와 문형(文衡), 판중추부사를 지낸 풍산 홍씨 홍양호(洪良浩)의 외조부이다. 그리고, 영조 때의 소론 산림(少論 山林) 심육(沈錥)의 아버지이고, 조선 후기 실학자 심대윤(沈大允)의 고조부이다.

## 가계
- 8대조 : 심연원 - 영의정 청천부원군(靑川府院君)
- 7대조 : 심강 - 조선 제13대 명종의 국구, 청릉부원군(靑陵府院君) 영돈녕부사 증 영의정
- 6대조 : 심의겸 - 서인의 초대 영수, 병조판서 청양군(靑陽君)
- 5대조 : 심엄 - 옥과현감 증 영의정 청천부원군(靑川府院君)
- 고조부 : 심광세 - 홍문관 응교 증 이조참판
  - 증조부 : 심억(沈檍) - 한성부 서윤, 증 좌찬성
    - 조부 : 심약한(沈若漢) - 증 좌찬성
      - 아버지 : 심유(沈濡) - 홍문관 응교 증 영의정
      - 어머니 : 증 정경부인 백천 조씨 - 대제학 조석윤(趙錫胤)의 딸
        - 형 : 심제현(沈齊賢) - 삼척부사
        - 동생 : 심경현(沈景賢) - 진사
        - 동생 : 심공현(沈恭賢) - 사과
        - 본인 : 심수현(沈壽賢) - 준소(峻少)의 영수, 영의정
          - 장남 : 심육(沈錥) - 소론 산림(少論 山林), 세자시강원 찬선, 성균관 좨주, 형조참판, 대사헌
            - 손자 : 심정지(沈靖之)
              - 증손자 : 심동륜(沈同倫)
                - 고손자 : 심대항(沈大恒)

          - 차남 : 심악(沈䥃) - 이조참판
            - 손자 : 심신지(沈新之)
              - 증손자 : 심응륜(沈應倫)
                - 고손자 : 심대재(沈大載) - 심완륜(沈完倫)의 아들

              - 증손자 : 심완륜(沈完倫) - 심무지(沈戊之)에 양자로 입적

          - 삼남 : 심약(沈鑰) - 용담현령
          - 사남 : 심필(沈鉍)
          - 오남 : 심발(沈鈸) - 내시교관
            - 손자 : 심무지(沈戊之)
              - 증손자 : 심완륜(沈完倫) - 심신지(沈新之)의 아들
                - 고손자 : 심대윤(沈大允) - 조선 후기 대실학자
                - 고손자 : 심대재(沈大載) - 심응륜(沈應倫)에 양자로 입적
                - 고손자 : 심의래(沈宜來)
                - 고손자 : 심대시(沈大時)
                - 고손자 : 심의돈(沈宜敦)
                - 고손자 : 심의규(沈宜逵)

          - 장녀 : 동래인 부사 정석기에게 출가
          - 차녀 : 풍산인 홍진보에게 출가
            - 외손자 : 홍양호(洪良浩) - 강화학파의 대학자, 이조판서, 문형, 판중추부사

          - 삼녀 : 동래인 군수 정양순에게 출가
          - 사녀 : 전의인 첨지중추부사 이익윤에게 출가

## 생애

### 숙종조
1704년(숙종 30년) 문과에 급제하여 사헌부 지평, 홍문관 수찬, 홍문관 교리, 강원도 암행어사, 사간원 헌납, 의주부윤, 승지, 양양부사, 충청도 관찰사, 승지, 형조참의, 경상도 균전사를 지냈다.

### 경종조
승지, 강화부 유수, 대사헌, 이조참판 겸 세자시강원 좌부빈객, 한성부판윤, 공조판서 겸 산릉 제조를 지냈다.

### 영조조
1724년(영조 즉위년) 병조판서 겸 판의금부사 겸 지경연관사가 되었다. 비변사 당상 겸 유사 당상도 겸하였다.
1725년(영조 1년) 금위대장을 겸하였다. 이후, 지중추부사, 병조판서 겸 지경연관사 겸 세자시강원 빈객 겸 판의금부사를 거쳐, 1727년 우의정, 1729년 판중추부사, 1732년(영조 8년) 영의정 겸 공조판서가 되었다.
1734년 영의정에서 물러나 판중추부사가 되었다.

## 같이 보기
| - 심육 - 심대윤 - 홍양호 - 강화학파 - 정제두 - 양명학 - 소론 - 이인좌 | - 심연원 - 심강 - 심의겸 - 심호 - 심유현 - 심택현 - 심단 - 심각 |

## 참조
- 《숙종실록》
- 《경종실록》
- 《영조실록》
- 《연려실기술(燃藜室記述)》

1. ↑  영조실록 1권, 영조 즉위년 10월 3일 계유 1번째기사
2. ↑  영조실록 3권, 영조 1년 1월 15일 갑인 4번째기사
3. ↑  영조실록 32권, 영조 8년 12월 26일 기묘 1번째기사